# Playa de La Zurriola
La playa de Zurriola, en ocasiones citada también como playa de Gros, es una de las tres playas de la ciudad de San Sebastián (España). Está situada entre la desembocadura del río Urumea y el monte Ulía, y tiene una longitud aproximada de 800 metros.
En 1994 se llevaron a cabo unas obras de reforma de la playa, anteriormente prácticamente inutilizable dada la virulencia de las aguas. Gracias a dichas reformas, que incluyeron la construcción de un espigón, la playa aumentó su longitud, sus aguas se hicieron aptas para el baño y su uso se multiplicó.
Frente al perfil elegante y tranquilo de las playas de Ondarreta y La Concha, la playa de Zurriola se ha consolidado como una playa de perfil más joven y apropiada para la práctica del surfismo (se trata de la playa más abierta y con más fuerte oleaje de la ciudad) y como escenario de algunos conciertos del Festival de Jazz de San Sebastián y de competiciones de Bodyboarding, surf, skateboarding y eventos similares.
La llegada de la segunda etapa del Tour de Francia 2023 tuvo lugar al borde de esta playa, cerca del Palacio Kursaal, el 2 de julio de 2023. Vio la victoria del ciclista francés Victor Lafay.
Está permitida la práctica del nudismo desde 2004, siendo una de las pocas playas urbanas españolas que lo permiten.